# Хоченье
Хоченье — упразднённая деревня на территории Любанского городского поселения Тосненского района Ленинградской области.

## История
Впервые упоминается в Писцовой книге Водской пятины 1500 года как деревня Нахотченье в Ильинском Тигодском погосте Новгородского уезда. Позднее — как Хотченье, Хоченье, Хочение, Хоченья, Хочин. Рядом значилась деревня Подхоченье.
В переписи 1710 года в Ильинском Тигодском погосте деревня Хоченья из двух дворов записана за помещиком Михаилом Семеновым сыном Нееловым.

ХОЧЕНЬЕ — деревня Хоченского сельского общества, прихода села Коровьего Ручья, при реке Тигоде.

В деревне — дворов крестьянских — 38. Строений — 105, в том числе жилых — 40; Питейный дом.

Число жителей по семейным спискам 1879 г.: 100 м. п., 100 ж. п.; по приходским сведениям 1879 г.: 88 м. п., 86 ж. п.; жители занимаются вывозкой и пилкой дров. (1884 год)

В конце XIX — начале XX века деревня административно относилась к Любанской волости 1-го стана 1-го земского участка Новгородского уезда Новгородской губернии.

ХОЧЕНЬЕ — деревня Хоченского общества, дворов — 37, жилых домов — 45, число жителей: 146 м. п., 127 ж. п. 

Занятия жителей — земледелие, а также торговля молоком, отхожие промыслы, железнодорожная служба. Часовня, хлебозапасный магазин. (1907 год)

Согласно военно-топографической карте Петроградской и Новгородской губерний издания 1915 года деревня насчитывала 31 крестьянский двор.
С 1917 по 1927 год деревня входила в состав Любанской волости Новгородского уезда.
С 1927 года в составе Хоченского сельсовета Любанского района.
В 1928 году население деревни составляло 299 человек.
С 1930 года в составе Тосненского района.
По данным 1933 года деревня  Хоченье являлась административным центром Хоченского сельсовета Тосненского района, в который входили девять населённых пунктов: Хоченье, Коркино, Заволожье, Сельцо, Кирково, Русская Волжа, Ямок, Сустье Конец, Сустье Полянка, общей численностью населения 2428 человек.

План деревни Хоченье. 1941 год

Согласно топографической карте РККА 1941 года деревня насчитывала 55 дворов. 
С 1 августа 1941 года по 31 декабря 1943 года деревня находилась в оккупации.
В 1958 году население деревни составляло 5 человек.  
Согласно областным административно-территориальным деревня была упразднена 1 января 1964 года с формулировкой: «В деревне населения нет».

## География
Деревня находилась в восточной части района, к юго-западу от центра поселения — города Любань, к востоку от автодороги 41К-845 (Любань — Коркино) и к западу от автодороги 41А-004 (Павлово — Мга — Луга).
Деревня находилась на левом берегу реки Тигода.